# Homorthodes furfurata
Homorthodes furfurata là một loài bướm đêm trong họ Noctuidae.